# ديزي دروس
عمر سهيلي معروف باسمه الفني ديزي دروس (Dizzy DROS) (من مواليد 19 يوليو 1989 بمدينة الدار البيضاء، المغرب) هو منتج ومؤلف أغاني ومغني راب مغربي. ودروس  تعني «كلام أو قوافي الشارع» كما يعرف أيضا باسم مستر كازافونيا.
اشتهر ديزي دروس بعد أولى إصداراته وهي كليب أغنية كازافونيا سنة 2011، والتي تم تداولها في أكبر محطات الراديو المغربية مثل هيت راديو وراديو مارس وكاب راديو، ما أكسبه قاعدة جماهرية واسعة. وقد حققت آخر أغانيه ساليتي اولا باقي سنة 2016 أكثر من 6 ملايين مشاهدة على موقع يوتيوب. فيما اعتبر النقاد الكلاش المزلزل على المدعو البيغ تحت عنوان المتنبي 2019 من روائع الراب المغربي بامتياز وحققت مليون مشاهدة في أقل من 24 ساعة.

## حياته ومشواره الفني
ولد عمر السهيلي وترعرع في حي بين المدن، التابع لعمالة مقاطعة عين الشق في الدار البيضاء المغربية، وقد بدأ كتابة أغانيه وتطوير أسلوبه الخاص في الراب بعمر 17 سنة
لأكثر من أربع سنوات، عمل ديزي دروس على أغاني تجريبية مختلفة قبل إصدار "Cazafonia". التقى ديزي دروس في بداياته بخالد دواش، عضو في ساحة الهيب هوب المغربية والذي أخرج فيديو كليب "Cazafonia".
في يناير 2013، تم إصدار ميكستيب من تنظيم دون بيغ، وساهم فيه ديزي دروس بأغنيته  شكون نتا.
في سبتمبر 2013، غنى ديزي دروس في المهرجان الموسيقي لبولفار. لاحقا في ديسمبر، أدى في مركز النهضة الثقافية في الرباط على أنه الفنان المدعو في مشروع "Fábrica de Rimas". تشارك ديزي دروس المنصة مع مغنيي الراب الكولومبيين C15 وفريق الراب المغربي اش كاين.
صدر أول ألبوم لديزي دروس في 22 نوفمبر 2013 بعنوان عزي عندو ستيلو 3azzy 3ando Stylo (33S). كان الإصدار الرسمي في  معهد ثيربانتس في الدار البيضاء. شمل الألبوم 21 أغنية بما فيها الإنترو والأوترو واثنان من الskits، بالإضافة إلى تعاونات مع مغنيي راب مغاربة مثل مسلم، شايفين، إم دوك، وولد الشعب. تشير أغاني الألبوم لحياة الشباب المغربي الحضرية.
شارك ديزي دروس في التلفاز وعروض الراديو. تمت دعوة دروس في يناير 2013 للبرنامج الحواري Génération News للمشاركة في نقاش حول الفنانين المغاربة والأنترنت. ظهر دروس أيضا في برنامج نقاش 2.0 وأجيال، في دوزيم، وكان أيضا في Morning De Momo في Hit Radio و Arts Mag في Medina FM، كما أجرى مقابلات للصحافة المغربية الورقية مثل جريدة ليبيراسيون.
في 1 فبراير 2014، تمت دعوة ديزي دروس للأداء في النسخة السابعة من ماروك ويب أواردز في المسرح الوطني محمد الخامس في الرباط.
في 2018 تمت دعوته مع لا فوين إلى مهرجان موازين ومهرجان الدار البيضاء
ديزي دروس يشتغل حاليا على ألبومه الثاني الذي سيحمل اسم «أفلام».

## أعماله

### المتنبي 2019 (أغنية)
تعتبر أغنية المتنبي إحدى روائع الراب المغربي بامتياز من حيث قوة العبارة والأداء والموسيقى. وجاءت كرد وكلاش

مزلزل على المدعو دون بيغ في عدة نقاط، منها قضية الريع السياسي الذي يستفيد منه، إلا أن رده كان قويا بخصوص قضية دعمه للعفو عن مجرم مغتصب الأطفال، فيما بات يعرف في المراجع الإعلامية والتاريخية المعاصرة ب فضيحة العفو عن دانيال مغتصب الأطفال. بل ذهب ديزي دروس في معرض رده إلى أبعد من ذلك في عبارات الأغنية، عندما اتهمه مباشرة وبصريح العبارة بسابقة جريمة البيدوفيليا حيث قبض عليه في مدينة أكادير تحت نفس الجريمة، ولكن تدخلات خلفية أفلتته من العقوبة حسب ما جاء في كلاش المتنبي 2019.

### الألبومات والأغاني
- عزي عندُه ستيلو (2013)

1. حتى أحد ما عارف
2. عمر سميتي
3. بوزبال
4. كتعرف تعوم
5. مالكُم
6. عندك شعلة (داك الجوان)
7. تبويقة
8. 10 مليون مع إم-دوك
9. غادي تفيق
10. ساعتك سالات (مع سليم آر.دبليو.)
11. ساعتك سالات (نسخة قصيرة)
12. عالَم
13. عزي عندُه ستيلو
14. كاعي؟
15. البنج (مع شايفين)
16. غيتو بوي
17. كون ما كنتش أنا (مع مسلم)
18. نهار فالزنقة مع ولد الشعب
19. ليبيرتا
20. حتى أحد ما غايحبسني
21. أوْترو

### أغاني منفردة
- كازافونيا
- امسحها فيَ
- من هنا
- فريستايل مع رايس جونيور أي كي أي آرجي

- الزنقة كتهضر
- شكون أنتَ
- اكحل الراس
- شكون حنا
- Glep down L'up
- ما نتصيدش مع مسلم، شايفين، أحمد سلطان، ديدجي فان
- لجام
- غير داوي
- ما فهمونيش (مع كومي)
- الشواية (مع كومي)
- "Le Proje-T"مع كومي، آش نايم، والصاعر مان
- ساليتي اولا باقي
- باريس
- ما كتعرفنيش
- الكُرة حنا مواليها (مول البالون)
- رد البال (مع كومي)
- المتنبي 2019 (أغنية) أغنية قوية جاءت كرد على المدعو دون بيغ واحتقاره للطفولة في قضية فضيحة العفو عن دانييل غالفان، وقضية استغلال الريع.
- نوطة (أغنية مستقلة للفنان ديزي دروس وفي نفس الوقت اشهار لشركة ميريندينا)
- مع لعشران
- بنت بلادي مع ناريا (2023)
- "STK STK" مع نورافريكا و كيكرا (2024)

## روابط خارجية
- ديزي دروس على موقع ميوزك برينز (الإنجليزية)